# La Nuit du 12
La Nuit du 12 (engelsk titel:The Night of the 12th) er en fransk thrillerfilm fra 2022, der er instrueret af Dominik Moll.
Filmen er baseret på Pauline Guénas dokumentariske roman 18.3 – une année à la PJ. Filmen er ifølge producenten en stramt eksekveret thriller, men italesætter samtidig også en overordnet samfundsmæssig problemstilling, nemlig hvorfor mænd udøver vold mod kvinder.

## Handling
Efterforskeren Yohan er besat af løse mysteriet om mordet på Clara, som fandt sted natten til den 12. Først foretager han sig blot en standardundersøgelse af Claras liv, men mysteriet udvikler sig til noget mere og vigtigere for ham. Selvom der er flere mistænkte, kan Yohan ikke knække nødden.

## Medvirkende
- Bastien Bouillon som Yohan Vivès
- Bouli Lanners som Marceau
- Théo Cholb som Willy

## Modtagelse

### Frankrig
Filmen blev meget godt modtaget i hjemlandet Frankrig, hvor den vandt prisen som årets bedste film ved både Prix Lumières og César-uddelingen (Frankrigs modstykke til Oscar- og Bodil-priserne).

### USA
På det amerikanske websted Rotten Tomatoes, der opsummerer amerikanske mediers filmanmeldelser, var 94 % af de 67 indsamlede anmeldelser positive.